# Grandbrothers

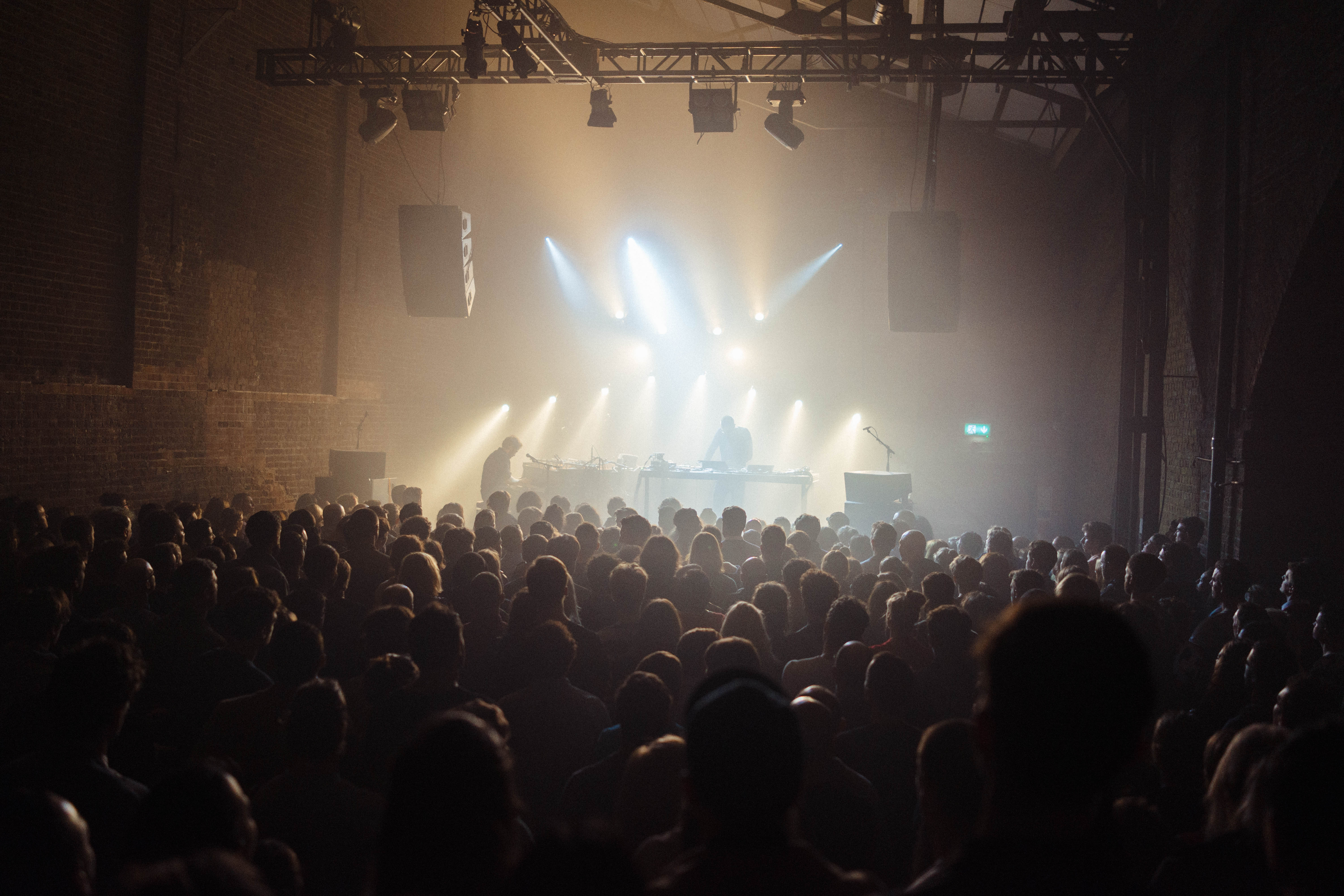
Grandbrothers lors d'un concert dans le club Village Underground de Londres

Grandbrothers est un duo de musiciens germano-suisse, spécialisé dans la musique expérimentale. Fondé à Düsseldorf en 2011, le duo se situe musicalement entre la musique expérimentale pour piano et la musique électronique. Le son du groupe est le produit musical d'un piano classique et d'un système électromécanique de marteaux, jouant sur l'instrument.

## Biographie
Erol Sarp et Lukas Vogel ont fait connaissance au cours de leurs études à l'« Institut de Musique et des Médias de Düsseldorf » en 2007. Ils ont lancé leur projet commun « Grandbrothers » en 2011. Le piano à queue classique « préparé » est leur instrument favori. Alors que Sarp se concentre principalement sur le piano, l'intérêt musical de Vogel se porte sur la musique électronique,.
Avant même que le premier single Ezra Was Right ne sorte, en 2014, sur un premier EP du label indépendant berlinois FILM, la pièce trouve un premier soutien important grâce à la radio britannique Gilles Peterson, qui la joue dans son émission radio BBC et la sort ensuite sur une compilation intitulée Bubblers 10.
Après le premier album « Dilation » (2015, FILM), salué par la presse pour son indépendance et son innovation musicale, le deuxième album « Open » du label berlinois City Slang suit en 2017. Au cours de la tournée européenne qui a suivi la sortie, le duo a joué dans des salles de concert classiques, comme le Concertgebouw d’Amsterdam, mais aussi au Montreux Jazz Festival et dans des clubs, tels que le « Village Underground » de Londres.
Début 2019, les musiciens de Grandbrothers commencent à composer de la musique pour le cinéma. Ils ont contribué notamment à la bande originale du film « Hors Normes », d’Olivier Nakache et Éric Toledano, dont la première a eu lieu au Festival de Cannes en mai 2019.
De mars à septembre 2019, les « Grandbrothers » ont suspendu temporairement leur prestation au piano à queue, en solo, pour partir en tournée en Allemagne, avec un ensemble de dix musiciens, réunis sous la houlette du compositeur, violoniste et interprète russe Mischa Tangian, une tournée qui les a conduit notamment au Elbphilharmonie de Hambourg et au « Bundeskunsthalle » de Bonn.

## Style et influences
Inspiré par la Musique contemporaine, en particulier par John Cage, et par Alvin Lucier, ils s'inspirent aussi largement des compositions de Steve Reich, mais aussi de morceaux électronique plus contemporains. Ensemble, ils créent un son qui combine des compositions classiques pour piano, avec une esthétique sonore électronique "contemporaine" et des moyens de production innovants.
L'approche de « Grandbrothers » se distingue de la production musicale actuelle par le fait que chaque note, et chaque son, est créé par un seul instrument - un piano à queue - emmenant le piano « vers des contrées non répertoriées, au croisement de divers univers – du (néo)classique à l’électronique ». Les limites de l'expressivité tonale de cet instrument sont poussées à l'extrême à l'aide d'un système de marteaux électromécaniques approprié. Le journal Libération a estimé que cette approche musicale des mondes de l'acoustique et de l'électronique, rappelait Aphex Twin et Erik Satie.

## Composition musicale

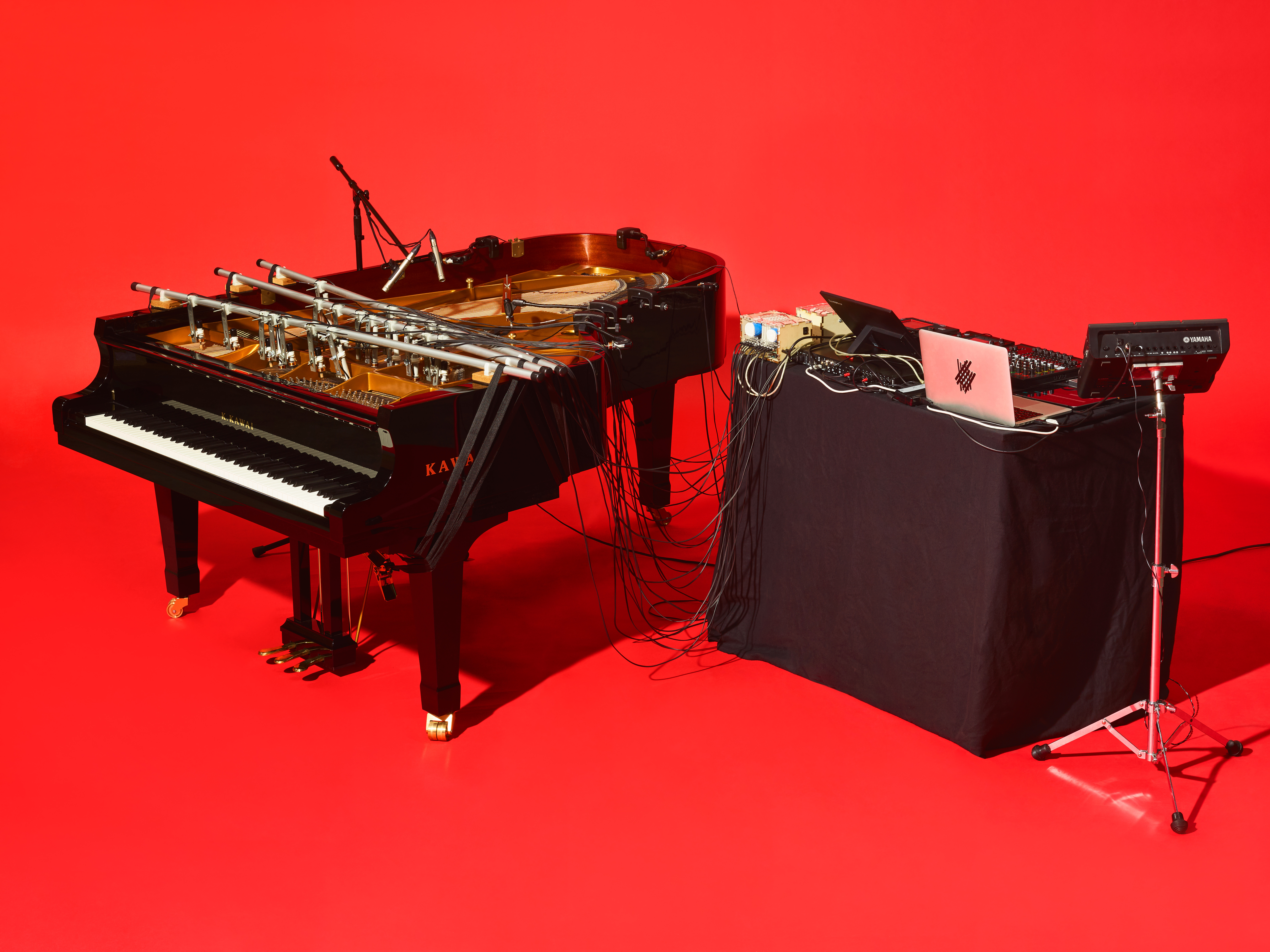
Construction de Grandbrothers

Afin d'étendre les possibilités sonores du piano à queue bien au-delà du piano préparé introduit par John Cage, Erol Sarp et Lukas Vogel ont développé un système innovant et complexe, qui est également utilisé dans tous les shows en live : Plus d'une vingtaine de marteaux électromécaniques sont fixés à un cadre qui dépasse du piano à queue, qui frappe les cordes et transforme le corps résonnant du piano à queue en instrument de percussion. En outre, on utilise des bobines d'induction, appelées « arcs », qui font vibrer les cordes uniquement au moyen d'un champ magnétique et créent ainsi des tampons de type synthétiseur.
Les sons, ainsi générés, sont à leur tour enregistrés et traités, ou aliénés, par Vogel, en temps réel, avec effets (live sampling). L'ensemble de l'appareil, avec ses nombreux marteaux et archets câblés, évoquait une mission de la Nasa pour le magazine de musique britannique Mojo. Vogel a également construit et programmé lui-même le logiciel de contrôle des marteaux, en l'absence de pièces appropriées, industriellement fabriquées. L'avantage de cette technologie contrôlée par ordinateur réside dans le fait que, contrairement aux éléments percussifs générés par l'homme, le musicien peut travailler avec autant de précision qu'avec un échantillonneur, ou un ordinateur batteur, tout en produisant un son analogique organique totalement indépendant.

## Discographie

### Vinyles
- 2015: Dilation (FILM)
- 2017: Open (City Slang)
- 2021: All The Unknown (City Slang)
- 2023: Late Reflections[15],[16]

### EP
- 2014: Ezra EP (FILM)
- 2016: Dilation Remixes (FILM)
- 2018: Open Remixes (City Slang)

### Musique de film
- 2019 : Hors normes (Réalisateurs : Olivier Nakache & Éric Toledano)
- 2020 : My wonderful Wanda (Réalisatrice : Bettina Oberli)
- 2023 : Une année difficile (Réalisateurs : Olivier Nakache & Éric Toledano)

## Liens Web
- Site de Grandbrothers
- Grandbrothers dans la Internet Movie Database
- Grandbrothers chez Discogs